# 将監峠
将監峠（しょうげんとうげ）は、奥秩父東部の峠である。埼玉県と山梨県の県境に位置し、龍喰（りゅうばみ）山と牛王院平（ごおういんだいら）の最低鞍部である。
付近からは、和名倉山への登山道が分岐している。
かつての将監峠は、大洞川の最低鞍部「井戸沢のタル」とは異なった場所に位置していたようである。牛王院平周辺には、武田氏が金鉱を採掘した遺跡がある。

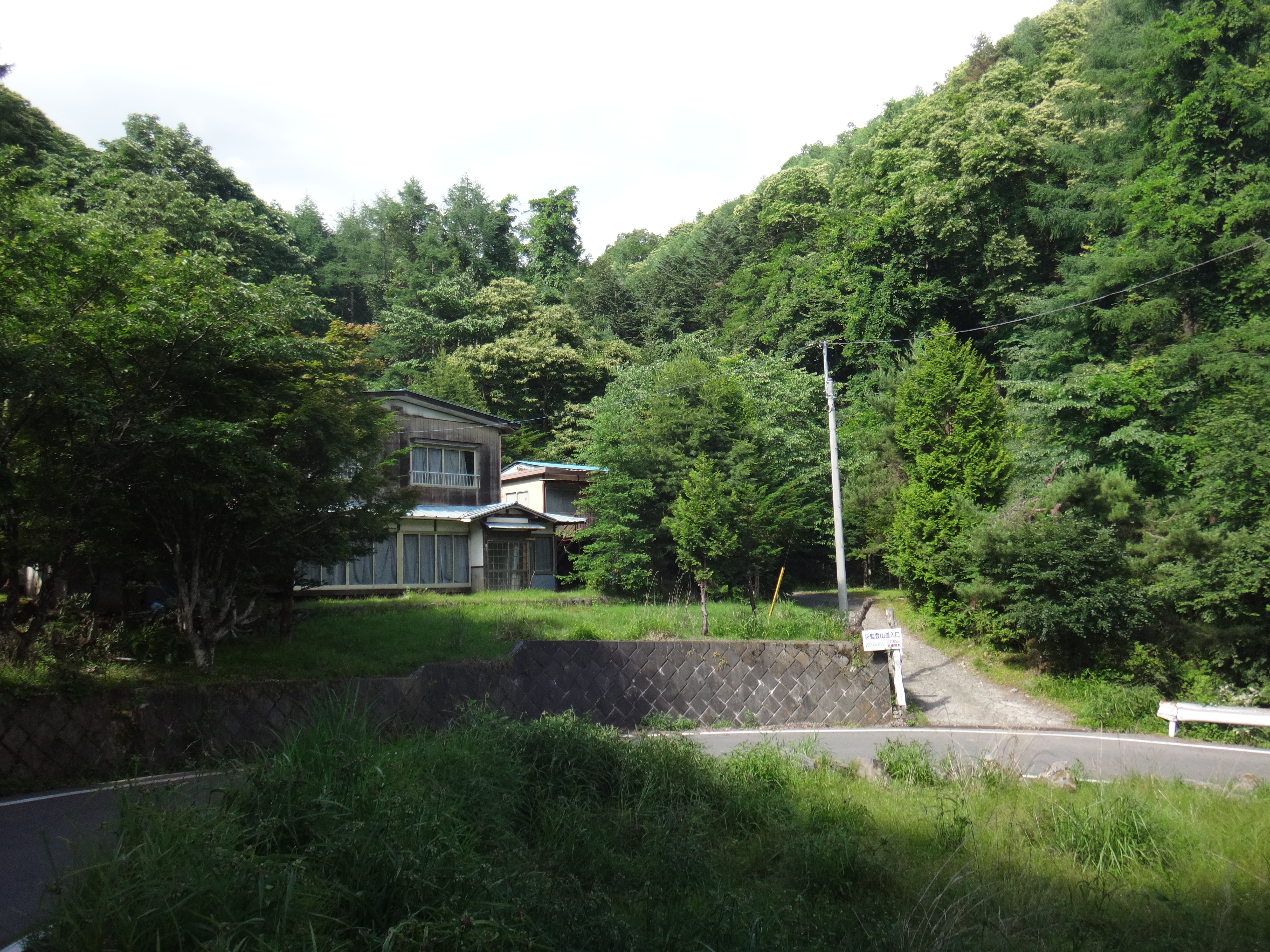
将監登山道入口
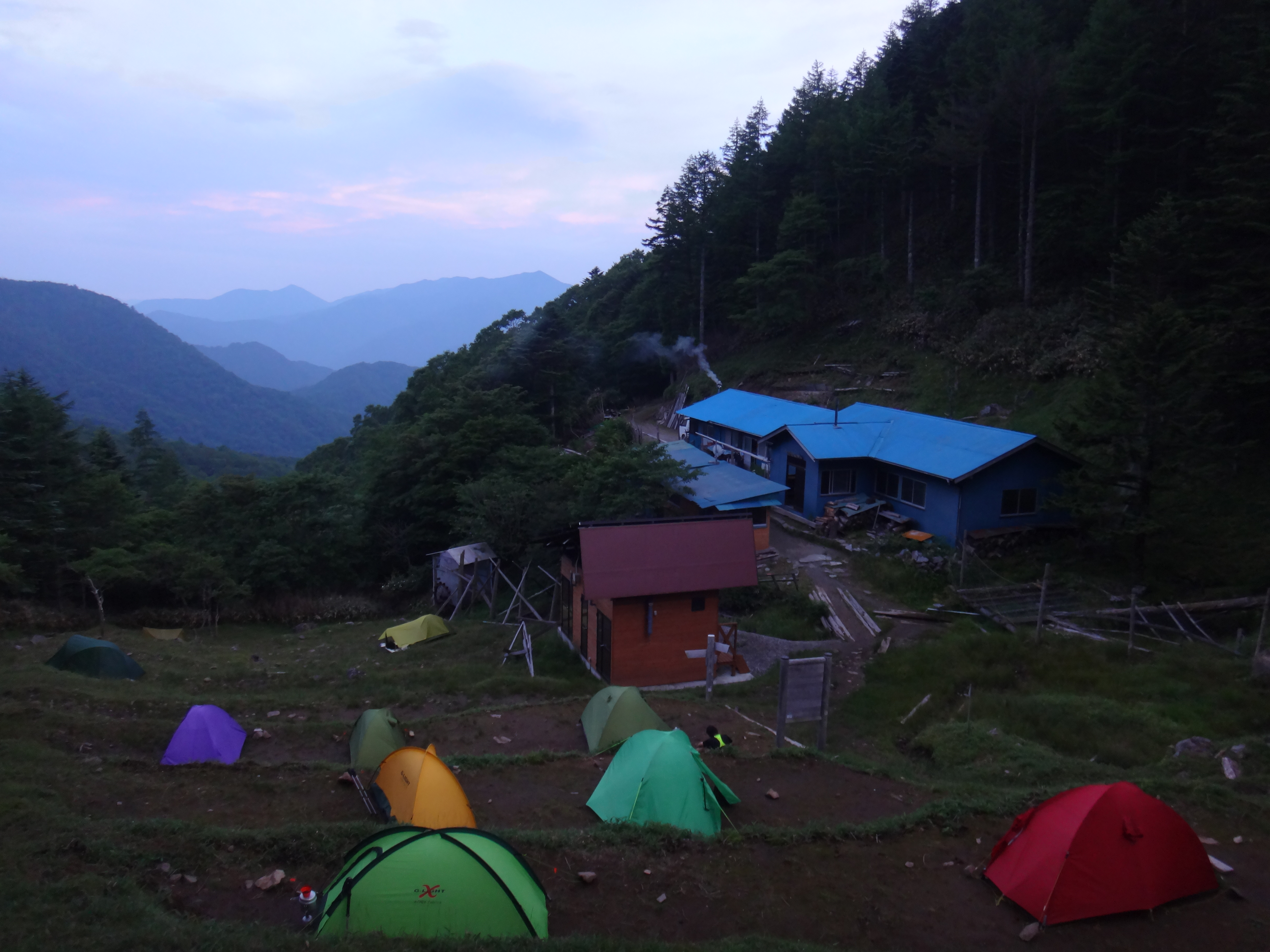
将監小屋とテント場
牛王院平にて
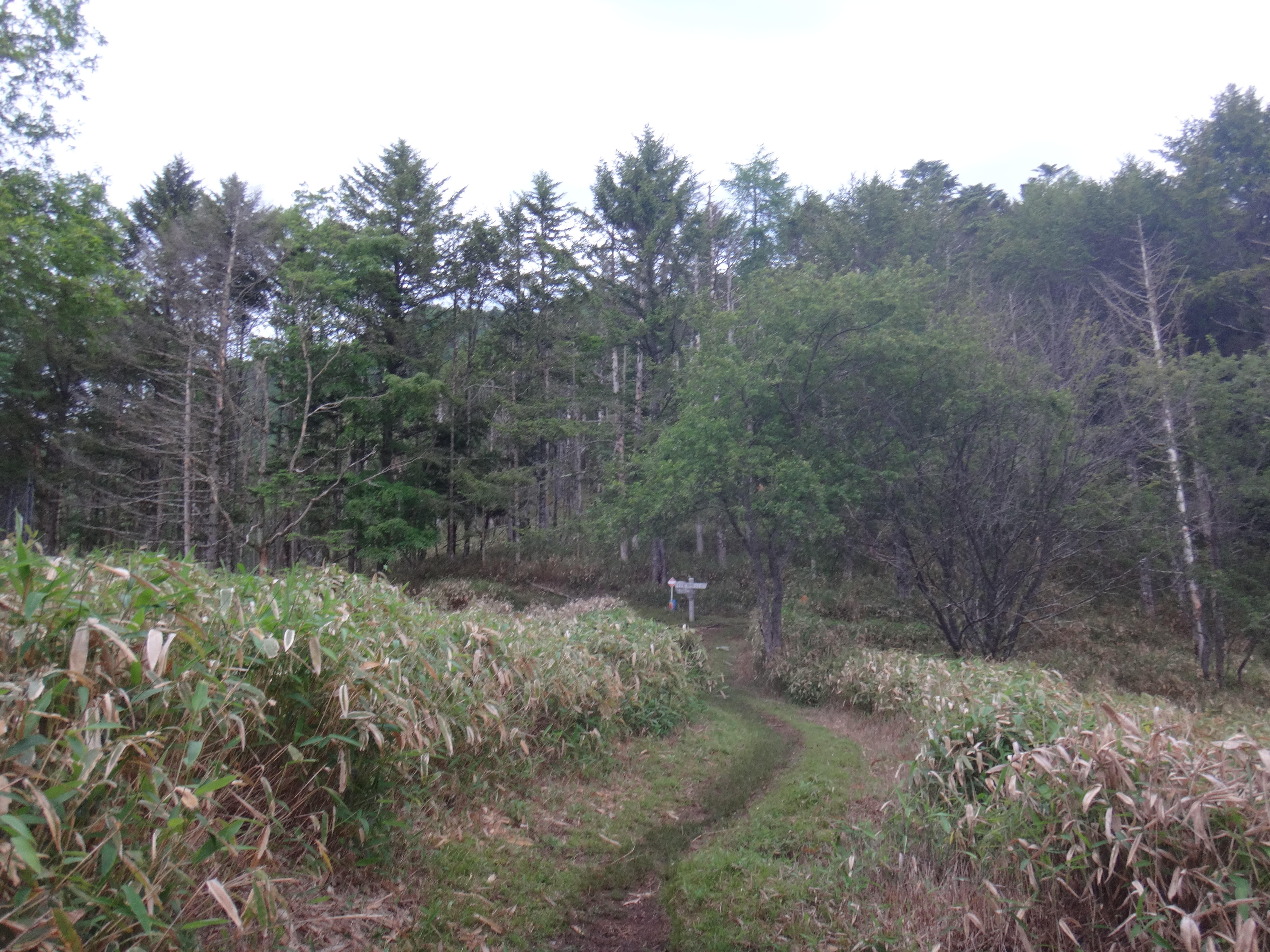
山ノ神土にて